# 茜部本郷
茜部本郷（あかなべほんごう）は、岐阜県岐阜市の町名。現行行政地名は茜部本郷1丁目から3丁目。郵便番号は500-8262（集配局:岐阜中央郵便局）。

## 地理
岐阜市南部に位置し、東は水主町1～2丁目・西川手4丁目、西は茜部中島1～3丁目、南は茜部菱野1丁目・茜部辰新1丁目、北は茜部大野1丁目に接する。

### 河川
- 荒田川
- 新荒田川

## 世帯数と人口
2024年（令和6年）4月1日現在の世帯数と人口は以下の通りである。
| 町丁          | 世帯数  | 人口    |
| ------------- | ------- | ------- |
| 茜部本郷1丁目 | 159世帯 | 356人   |
| 茜部本郷2丁目 | 178世帯 | 395人   |
| 茜部本郷3丁目 | 198世帯 | 433人   |
| 計            | 535世帯 | 1,184人 |

## 学区
市立小・中学校に通う場合、学区は以下の通りとなる。
| 地域 | 小学校             | 中学校             |
| ---- | ------------------ | ------------------ |
| 全域 | 岐阜市立茜部小学校 | 岐阜市立加納中学校 |

## 歴史

### 沿革
- 1970年（昭和45年）8月1日 - 茜部の一部より、茜部本郷1～3丁目が成立[4][6]。

## 施設
- 国土交通省岐阜国道事務所
- バロー茜部本郷店
- 十六銀行あかなべ支店
- 比奈守神社
- 神明神社
- 浄性寺
- 茜部保育園
- まどか保育園

## 交通
- 国道21号
- 国道157号（加納中通り）